# Лу Ю
Лу Ю (кит. трад. 陸游, упр. 陆游, пиньинь Lù Yóu, 13 ноября 1125 — 26 января 1210) — китайский государственный деятель, известный поэт времён империи Сун.

## Жизнеописание
Происходил из семьи чиновника Лу. Незадолго до его рождения на страну напали чжурчжэни, которые захватили столицу империи Сун — Кайфэн. Поэтому Лу Ю родился во время бегства его семьи на юг в лодке на реке Вэй. 
Получил хорошее образование. В 12 лет уже начал сочинять первые стихи. В 1144 году попытался сдать государственный экзамен, однако потерпел неудачу. В 1145 году впервые женился на своей двоюродной сестре Тан Ван, но родители мечтали породниться с более влиятельной семьей, потому Лу Ю в 1152 году по их настоянию развелся и женился на девушке из могущественного рода Ван. Воспитывался в стремлении восстановить территорию Сун, отвоевав северные земли у чжурчжэней. В 1154 году блестяще сдал государственный экзамен. Однако его продвижению по карьерной лестнице помешал влиятельный аристократ Цин Сун. Лишь после смерти последнего Лу Ю смог начать работать в государственных органах. Впрочем, его попытки предложить реформы в армии столкнулись с противодействием канцлера Цинь Гуя. Однако в 1163 году Лу Ю получил поддержку императора Сяо-цзуна, получив высокий сан цзиньси. Лу Ю было поручено планирование военных действий армии. Лу Ю выступал за активные наступательные действия против чжурчжэней, но не получил поддержки при императорском дворе. В 1190 году он ушёл в отставку. Поселился в городе Шаосин, где и умер 26 января 1210 года, занимаясь литературными упражнениями.

## Творчество
Работал в жанрах ши и цы. По разным сведениям, Лу Ю создал от 9 до 11 тысяч стихов (часть своих стихотворений он уничтожил в возрасте 46 лет, сохранилось свыше 9300), объединённых в 7 сборников. Наиболее известными сборниками являются «Коллекция Вэйнань» (кит. упр. 渭南文集) и «Стихи Цзяньнань» (кит. упр. 剑南诗稿). Стихотворения Лу Ю в основном патриотического содержания. Известна поэма «К моему сыну», стихотворения «Фениикс» и «Сад Шэнь». 
Создал литературный дневник «Записки о поездке в Сычуань» (кит. упр. 入蜀记) — раннее китайское сочинение в этом жанре.